# Michael Stauffer

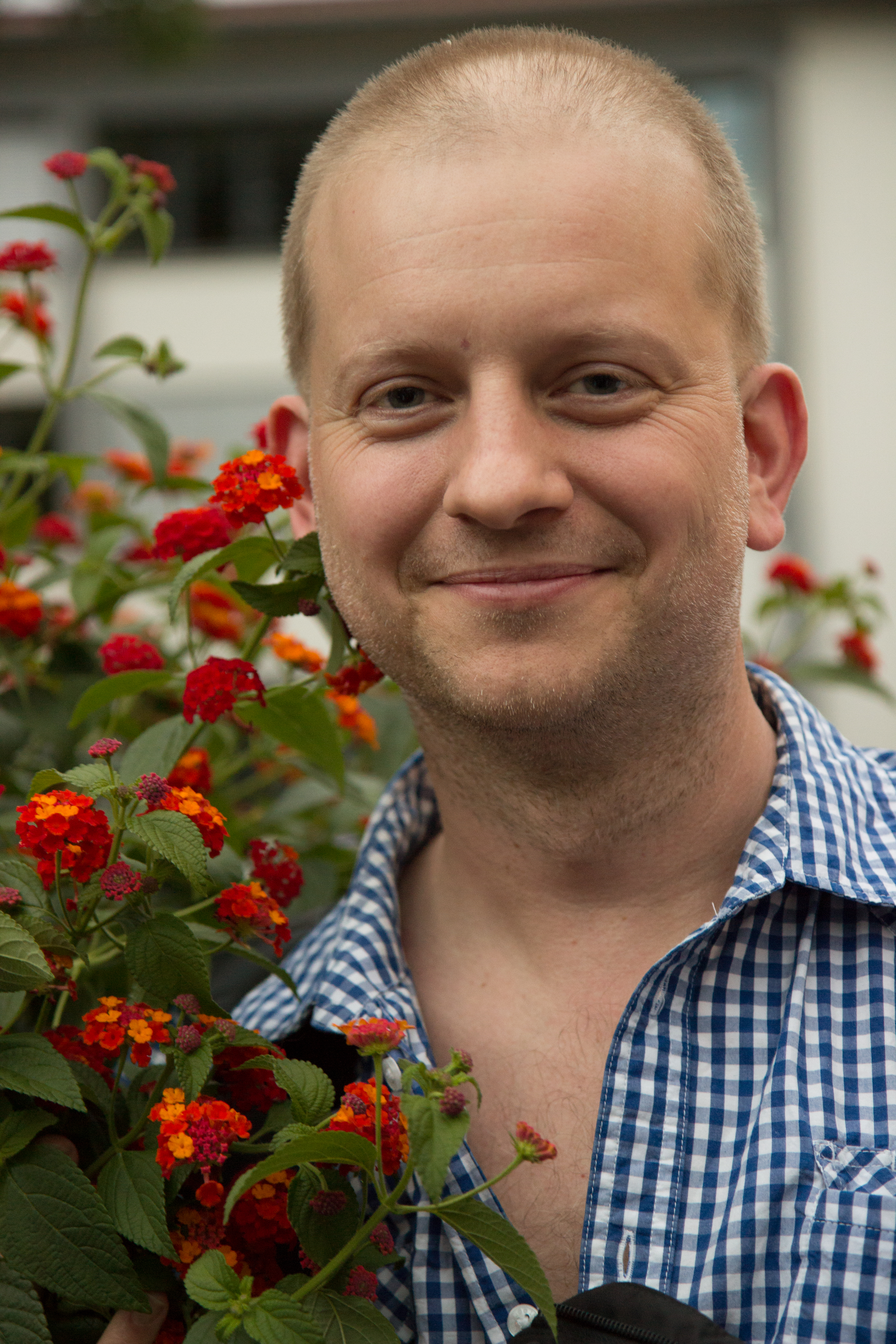
Michael Stauffer (2013)

Michael Stauffer, auch Dichterstauffer, (* 20. Juli 1972 in Winterthur) ist ein Schweizer Schriftsteller.

## Leben
Michael Stauffer wuchs in Frauenfeld auf, wo er das Gymnasium bis zur Matura besuchte. Anschließend studierte er Deutsch, Französisch und Bildnerisches Gestalten an der Universität Bern und an der Universität Lausanne. Er beendete dieses Studium mit dem Lehramtsexamen und war danach als Lehrer an einer Berufsschule tätig. Seit 1999 ist er freier Schriftsteller. Er erhielt verschiedene Stipendien, darunter ein Stipendium des Künstlerhauses Worpswede (2004), ein Aufenthaltsstipendium des Literarischen Colloquiums Berlin (2006), ein Stipendium für den Künstlerhof Schreyahn (2010), ein Stipendium des Internationalen Künstlerhauses Villa Concordia Bamberg (2012/2013) und ein Grenzgänger-Stipendium der Robert Bosch Stiftung (2014).
Stauffer ist Verfasser von Erzählungen, Theaterstücken, Hörspielen, Lyrik sowie Spoken Word-Performances. In seinen Prosawerken bedient er sich einer eigenwilligen Technik, in der sich ironische Alltagsbeschreibungen mit surrealistischen Elementen vermischen.
Stauffer ist seit 2003 Mitglied des Verbandes Autorinnen und Autoren der Schweiz. Er unterrichtet am Schweizerischen Literaturinstitut der Hochschule der Künste Bern.
Er hat einen Sohn, lebt und arbeitet heute in Biel und in Europa.

## Werke

### Audio-CDs
- Gartenproletarier. Engeler, Basel 2001, ISBN 3-905591-35-9.
- So viel wie nie. Musik von Fabian Kuratli und Hans Koch. Der gesunde Menschenversand, Bern 2007, ISBN 978-3-905825-00-8.
- Stauffer an Krüsi antworten. Der gesunde Menschenversand, Bern 2008, ISBN 978-3-905825-05-3.
- Kleine Menschen (mit Nora Gomringer). Der gesunde Menschenversand, Bern 2010, ISBN 978-3-905825-18-3.

### Bücher
- I promise when the sun comes up – I promise, I’ll be true. Engeler, Basel 2001, ISBN 3-905591-17-0.
- Memory. Ein Bilder-Buch (mit Dörte Meyer). Merz & Solitude, Stuttgart 2002, ISBN 3-929085-72-0.
- Haus gebaut, Kind gezeugt, Baum gepflanzt. So lebt ein Arschloch. Du bist ein Arschloch. Engeler, Basel 2006, ISBN 3-938767-18-9.
- Normal. Vereinigung für normales Glück. Engeler, Basel 2006, ISBN 3-938767-14-6.
- Soforthilfe. Roughbooks, Basel 2009, ISBN 978-3-938767-64-1.
- Pilgerreise. Voland & Quist, Dresden/Leipzig 2012, ISBN 978-3-86391-014-3.
- Alles kann lösen. Der gesunde Menschenversand, Bern 2013, ISBN 978-3-905825-57-2.
- Ansichten eines alten Kamels. Voland & Quist, Dresden/Leipzig 2014, ISBN 978-3-86391-064-8.
- Jeden Tag das Universum begrüssen. Voland & Quist, Dresden 2017, ISBN 978-3-86391-186-7.
- Un demi-hiver à Saint-Nazaire (mit Noëlle Revaz). Maison des Ecrivains Etrangers et Traducteurs de Saint-Nazaire, Saint-Nazaire 2018, ISBN 979-10-95145-13-4.

### Hörspiele
- Gartenproletarier, Schweizer Radio DRS (SF DRS), 2001.
- Pfirde, Autorenproduktion.
- Die Socken machen, SF DRS, 2002.[2]
- Die Tierstunde, SF DRS, 2003.[3]
- Diamantstrasse 23, zusammen mit René Desalmand, Westdeutscher Rundfunk (WDR), 2004.
- Ich will auch Sänger werden, Radio Bremen (RB), 2004.
- Das Wellness-Zöllibat, für WDR, 2005.[4]
- Hühnerrequiem, zusammen mit Ulrike Janssen, WDR 2005.
- Wart du nur, du!, SF DRS, 2005.
- Das Jesus-Syndikat, zusammen mit Ulrike Janssen, WDR, 2006.
- Der Bancomat, SF DRS, 2006.
- Hühnerrequiem -  Besuch bei einem Malergesellen im Unruhestand, zusammen mit Ulrike Jansse, WDR, 2006.
- Radio till you drop, SF DRS, 2006.[5]
- Leben nach Noten, SF DRS, 2007.[6]
- Tomate uf dä Ohre. Der gesunde Menschenversand, Bern 2008, ISBN 978-3-905825-02-2.
- Das weisse Lauschen 5: Nora Gomringer und Michael Stauffer auf Expedition durch Themen und Töne, SF DRS 2009
- Gut gemacht - noch mehr gemacht - nichts mehr gemacht, WDR 2008
- Mein Motto: Mutter, SF DRS, 2008.[7]
- Stauffer an Krüsi antworten – Ich kann ohne Esel nicht sein,. Deutschlandfunk (DLF)[4]
- Die Frau mit der Bankenkrise, WDR, 2010.[4]
- Hinduhans, zusammen mit Hans Koch, SF DRS, 2010. ISBN 978-3-85616-436-2.
- Ich begrüsse mich ganz herzlich, Schweizer Radio und Fernsehen (SRF), 2011.[8]
- Lydia Eymann, Zwei Hörspiele. Der gesunde Menschenversand, Luzern 2011, ISBN 978-3-905825-38-1.
- Wie ein Schaf in der Wüste: Als James Baldwin die Schweiz besuchte zusammen mit Rolf Hermann. Südwestrundfunk (SWR), 2011.[9]
- Der gesunde Menschenverstand, 2012, ISBN 978-3-905825-45-9.
- Das grossartige Mimei, WDR, 2012[4]
- Kanu fahren ohne Paddel, SRF, 2012.[10]
- Gottesteilchen, zusammen mit Felix Brenner, SRF, 2013.[11]
- Professor Zickendraht und der Äther des Bösen. Livehörspiel bei den Solothurner Literaturtagen, SRF 2021
- Suppe kalt, Herz leer, WDR, 2014.[4]
- Du musst gewinnen, SRF, 2015.[12]
- Der Oligarchenlehrling, SWR 2016.[13]
- Die Gemeinschaft des geteilten Rads, SWR, 2017.[14]
- Beim Büsiater in: Anwesenheit tut nichts zur Sache - Vier Hörspiele für Claude Pierre Salmony, SRF 2017.
- Vereinigung für Normales Glück, WDR, 2017.[4]
- Gut gemacht – noch mehr gemacht – nichts mehr gemacht, WDR, 2008.[4]
- Die dritte Arbeitskraft, mein Geld, SRF, 2019.[4]
- Update für Amöben. Autorenproduktion.
- Klimastreit, WDR, 2021.
- Immer volles Feuer, SRF, 2022.
- "Ihr habt echt keine Ahnung, in der Schweiz gab es nie Sowjetunion", SRF, 2025.

### Varia
- mit Kathrin Wimmer: Michael Stauffer macht: Groteske Kapriolen. In: Andrea Bartl, Nils Ebert (Hrsg.): Der andere Blick der Literatur. Perspektiven auf die literarische Wahrnehmung der Wirklichkeit. Königshauses und Neumann, Würzburg 2014, ISBN 978-3-8260-5582-9, S. 465–504.

- In: Theater Theater. Aktuelle Stücke. Fischer Taschenbuch, Frankfurt am Main 2002, ISBN 3-596-15664-5.
- In: Christian Waldvogel: Globus Cassus. Lars Müller, Baden 2004, ISBN 3-03778-045-2.
- Mitwirkung in: Bern ist überall – Im Kairo. CD.Verlag Der gesunde Menschenversand, Bern 2006, ISBN 3-9522993-4-0.
- In: Martin Gasser (Hrsg.): Roses. Werke von Françoise und Daniel Cartier. Niggli, Sulgen 2006, ISBN 3-7212-0600-2.
- In: Zwischen den Zeilen. Engeler, Basel 2006, ISBN 3-938767-08-1.
- In: Bern ist überall – Partout. Verlag Der gesunde Menschenversand, Bern 2008, ISBN 978-3-905825-08-4.
- Monsieur Pleine Lune / Vollmondtheater. In: Turbo Magazine Nr. 33, Biel 2008.
- Über Improvisation. In: BELLA triste. Nr. 24, Hildesheim 2009.
- In: Bern ist überall – Verruckti Tier. Verlag Der gesunde Menschenversand, Bern 2010, ISBN 978-3-905825-20-6.
- Ainsi parle Stauffer / So spricht Stauffer. In: Turbo Magazine. Nr. 38, Biel 2010.

## Preise
- 1999: Open Mike-Preis der Literaturwerkstatt Berlin
- 2001: Buchpreis des Kantons Bern und Hermann-Ganz-Preis des Schweizerischen Schriftstellerinnen- und Schriftstellerverbandes
- 2001: 2. Hörspielpreis der Stiftung Radio Basel für Gartenproletarier
- 2003: 2. Hörspielpreis der Stiftung Radio Basel für Die Socken machen
- 2008: Arena-Lyrikpreis Riehen
- 2009: Förderpreis Komische Literatur zum Kasseler Literaturpreis für grotesken Humor